# Аспиратор
Аспира́тор (газовый пробоотборник) — устройство (как правило, электромеханическое), предназначенное преимущественно для контроля качества воздуха, а также для изучения состава газов (например, промышленных выбросов) для определения содержания в них вредных веществ, примесей, пыли, влаги.
В основе принципа аспиратора лежит пропускание заданного объёма исследуемого газа через фильтр, который затем подвергается тщательному анализу. По известному значению объёма прошедшего через фильтр газа и количества частиц и веществ, осевших на нём, можно косвенно судить о концентрации данных веществ в газе. Процесс отбора газа называется аспирацией.